# Bernd Thum
Bernd Thum (* 17. April 1940 in Neustadt an der Weinstraße; † 16. Juni 2018 in Heidelberg) war ein deutscher Mediävist.

## Akademischer Werdegang
Thum promovierte 1968 an der Universität Heidelberg bei Peter Wapnewski. 1976 habilitierte er sich an der Universität Karlsruhe (TH), wo er seit 1980 als Universitätsprofessor tätig war. Im Rahmen von Gastprofessuren lehrte er auch in Italien, in Österreich, in den USA und in Australien.
Auf dem Gebiet der mediävistischen Germanistik hat Bernd Thum insbesondere die Darstellung und die Bewertung des politisch-gesellschaftlichen Handelns in der deutschen Literatur des Hoch- und Spätmittelalters erforscht. Einer breiteren Öffentlichkeit bekannt geworden ist er durch seine These zur Geburtsheimat Walthers von der Vogelweide im österreichischen Waldviertel.
Seit seiner Emeritierung im Oktober 2007 befasste sich Bernd Thum insbesondere mit den europäisch-arabischen Wechselbeziehungen in der Ideengeschichte. Dies erfolgte in einem von ihm aufgebauten Netzwerk von Wissenschaftlerinnen und Wissenschaftlern aus Deutschland und dem Maghreb unter dem Aspekt einer partnerschaftlichen interkulturellen Wissenschaftskommunikation.
Thum war Mitbegründer der Studienkomponente Interkulturelle Germanistik (1984 ff.). 1993 bis 1999 war er Koordinator der türkisch-deutschen Regierungskommission zur Planung einer deutschsprachigen Universität in Istanbul. 1995 bis 2004 war er Dekan der Fakultät für Geistes- und Sozialwissenschaften der Universität Karlsruhe (TH). Diese Fakultät war während seines Dekanats ‚Reformfakultät‘ des Stifterverbandes für die Deutsche Wissenschaft und Pilotfakultät des Landes Baden-Württemberg. Bis 2007 leitete er das von ihm begründete Studienzentrum Multimedia der Fakultät, wo mit Partnern an der Universität Karlsruhe sowie an Universitäten in Tunesien und Marokko interkulturelle multimediagestützte Programme für eine vergleichende kulturwissenschaftliche Lehre entwickelt wurden.
2010 wurde Thum in Rabat (Marokko) zum Präsidenten der von ihm mitbegründeten Stiftung Wissensraum Europa-Mittelmeer (WEM) gewählt. Von 2007 bis 2013 war Thum Vorsitzender des Wissenschaftlichen Initiativkreises Kultur und Außenpolitik (WIKA) am Institut für Auslandsbeziehungen (ifa) Stuttgart.
2013 wurde er in den wissenschaftlichen Beirat des vom Institut für Auslandsbeziehungen (ifa) eingerichteten Forschungsprogramms Kultur und Außenpolitik berufen.
Bernd Thum starb im Juni 2018 im Alter von 78 Jahren in Heidelberg.